# Pantin (Francia)
 Pantin  es una localidad y comuna de Francia situada en los suburbios noreste de París (del cual es limítrofe) en la región de Isla de Francia, departamento de Sena-San Denis, en el distrito de Bobigny. La comuna es limítrofe con Aubervilliers, el XIX Distrito de París, La Courneuve, Bobigny, Noisy-le-Sec, Romainville, Les Lilas y Le Pré-Saint-Gervais.

## Barrios
- Mairie-Ourcq
- Quatre-Chemins
- Petit-Pantin
- Haut-Pantin
- Les Courtillières

## Historia

### Orígenes
La evidencia arqueológica muestra la ocupación del territorio de Pantin por las poblaciones celtas en la Edad del Bronce.
Los romanos han establecido un camino entre Lutecia y Tréveris (el precursor de la Nacional 3), una ocupación permanente del sitio se atestigua en el siglo II.
La parroquia fue creada después de la visita del obispo de Auxerre, el futuro San Germán de Auxerre, a quien está dedicada.
El primer acto conocido, donde el nombre de Penthinum aparece es en una acta del siglo XI, en donde se acuerda el dominio de Pantin al priorato de Saint-Martin-des-Champs.
Durante 1197–1198, el priorato de Saint-Martin-des-Champs Robert otorga a los aldeanos una carta de franquicia, eximiendo de impuestos las tierras previamente otorgadas en champart.
En 1411, el pueblo fue saqueado por los Armagnacs , durante la Guerra de los Cien Años y en 1499, el bastión de Pantin es alquilado por el priorato al controlador del granero de sal de Melun .
La Basílica de Saint-Denis tiene un peaje en el camino hacia Pantin que se construye a partir del siglo XVII.

## Demografía
| 1 172 | 926 | 1 154 | 1 020 | 2 323 | 1 906 | 3 047 | 2 657 | 3 909 | 4 842 | 8 563 | 12 337 | 13 665 | 17 857 | 19 170 | 21 847 | 25 586 | 29 716 | 32 696 | 36 359 | 38 975 | 39 189 | 37 260 | 37 716 | 36 242 | 36 963 | 46 292 | 47 607 | 42 739 | 43 553 | 47 303 | 49 919 | 53 315 | 59 846 |
| Para los censos de 1962 a 1999 la población legal corresponde a la población sin duplicidades (Fuente: INSEE [Consultar]) |     |       |       |       |       |       |       |       |       |       |        |        |        |        |        |        |        |        |        |        |        |        |        |        |        |        |        |        |        |        |        |        |        |

Su población municipal en 2019 era de 59 846 habitantes.
Su población municipal en 2007 era de 53 315 habitantes, 29 640 en Pantin Este y 23 675 en Pantin Oeste. Forma parte de la aglomeración urbana de París.